# ニザーム王国

ハイダラーバード藩王国
Hyderabad State

1909年の領土
（黄緑のベラール地方は1853年からイギリス領）

ニザーム藩王国（ニザームはんおうこく、英: Nizam of Hyderabad / Nizam Dominion）あるいはハイダラーバード藩王国（ハイダラバードはんおうこく、ヒンディー語: हैदराबाद स्टेट、ペルシア語: حیدرآباد、ウルドゥー語: حیدرآباد、テルグ語: హైదరాబాద్ రాష్ట్రం、 Haiderabad State）は、インド、デカン地方に存在したイスラーム王朝（1724年 - 1948年）。 首都はアウランガーバード、ハイダラーバード。
1724年、ニザーム王国はムガル帝国の宰相カマルッディーン・ハーンにより創始され、歴代の君主は帝国から与えられた「ニザーム」の称号を名乗った。1798年より前はハイダラーバード王国あるいはニザーム王国、1798年以降は藩王国化したことでニザーム藩王国あるいはハイダラーバード藩王国となった。
イギリス植民地下においてはマイソール藩王国やジャンムー・カシュミール藩王国同様に広大な領土を持つ藩王国であり、ニザーム藩王国の領土面積はインド最大であった。また、イギリスが定めた藩王国の序列の筆頭に位置づけられ、藩王を迎える際の礼砲の発数は、独立国家の元首に準じた「21発」と規定されていた。

## 名称
名称は研究者によってさまざまで、上記のほかにニザーム国、ニザーム政権、ハイダラーバードのニザームなど多数ある。また、創始者およびその子孫の称号をとって、アーサフ・ジャーヒー朝（Asaf Jahi dynasty）などといった呼び方もされる。

## 歴史

### 前史
デカン・スルターン朝のひとつであるゴールコンダ王国（クトゥブ・シャーヒー朝）の王ムハンマド・クリー・クトゥブ・シャーが新都建設の際、寵姫バーグマティーの名にちなみ、1589年に「バーグナガル（バーグマティーの都市）と命名した。
その後、1605年にバーグマティーがムスリムに改宗し、ハイダル・マハル（Hyder Mahal）に改名するとその名にちなみ、「ハイダラーバード（ハイダルの都市）」（ペルシア語: حیدر آباد - Haiderabad）と改名した。
その後、 ムガル帝国の皇帝アウラングゼーブのデカン地方遠征（デカン戦争）により、1687年にゴールコンダ王国は滅ぼされ、ハイダラーバードも占領された。ゴールコンダ王国の旧領はハイダラーバード州として帝国の一州となった。

### 成立

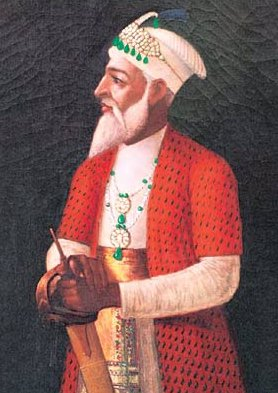
カマルッディーン・ハーン

1722年2月、ムガル帝国の貴族カマルッディーン・ハーンはその功績により、皇帝ムハンマド・シャーから宰相の地位を与えられた。彼はデカン地方に所領をもつ貴族であり、1713年に先帝ファッルフシヤルからは「ニザームル・ムルク」（皇帝の代理人、あるいは王国を取り仕切る者）の称号を与えられ、ムハンマド・シャーからは全幅の信頼を置かれた。
だが、カマルッディーン・ハーンはムハンマド・シャーの堕落や側近のいさかいに次第に愛想を尽かすようになっていき、彼が行おうとした国政の改革もくだらない対立のために頓挫した。そして、1723年10月にカマルッディーン・ハーンは宰相職を辞し、帝国に見切りをつけてデリーを出て、自らの所領があるデカン高原に国家を樹立しようと南へと旅立った。
1724年10月11日、カマルッディーン・ハーンは所領を目指して南下するさなか、デカン総督ムバーリズ・ハーン率いるムガル帝国軍の攻撃を受けた（シャカル・ケーダーの戦い）。だが、彼は巧妙な戦術でムガル帝国軍を完膚なきまでに打ち破り、ムバーリズ・ハーンを殺害し、これにより彼を始祖とするニザーム王国が創始された。
その後、カマルッディーン・ハーンはハイダラーバードへと入城し、6月25日にカマルッディーン・ハーンは皇帝ムハンマド・シャーにより名目的にデカン6州の全体を統括するデカン総督の地位に任命され、「アーサフ・ジャー」の称号を贈られた。この称号がニザーム王国の王朝名となり、アーサフ・ジャーヒー朝とも呼ばれるようになった。

### マラーターとの争い
カマルッディーン・ハーンはハイダラーバードを一時的な首都したが、のちに同地からアウランガーバードへと移動し、自己の所領と支配を固めようとした。
だが、領土としてあてがわれたデカン6州はマラーター王国にも権利を認められていたために争いが生じた。すでに、1718年7月にマラーターはムガル帝国領のデカン6州に関して、チャウタ（諸税の4分の1を徴収する権利）およびサルデーシュムキー（諸税の10分の1を別に徴収する権利）が協定が取り決められ、1719年3月に皇帝に認められていたのである。
マラーター王国宰相バージー・ラーオとの2度にわたる激戦の結果、1728年 3月にはマラーターのデカンにおけるチャウタとルデーシュムキーを認め、1738年1月にボーパールの戦いの結果として結ばれた条約ではマールワーを割譲しなければならなかった。
とはいえ、カマルッディーン・ハーンはマラーターを自国から締め出し、デカンに秩序ある行政を敷いた、その一環として、帝国のジャーギールダーリー制を王国に導入して、反抗的な有力ザミーンダールはその権威に服すように強要し、王国の徴税機構からは汚職による腐敗を排除しようとした。

### 第二次カーナティック戦争における王国

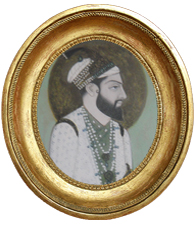
ナーシル・ジャング

1748年6月、カマルッディーン・ハーンが死ぬと、息子のナーシル・ジャングが後を継いだが、孫のムザッファル・ジャングも王位の継承を主張した。ニザーム王国がよく介入していたカルナータカ太守の内乱も相まって、一触即発の危機にあった。
王位を主張するムザッファル・ジャングはフランスのチャンダー・サーヒブやフランスのデュプレクスと結び、カルナータカ太守アンワールッディーン・ハーンを殺害し、第二次カーナティック戦争が勃発した。
その後、ナーシル・ジャングとムザッファル・ジャングはこの戦争で殺害され、フランスによってアーサフ・ジャーの三男であるサラーバト・ジャングを新ニザームとされた。
1753年11月23日、サラーバト・ジャングはフランスとアウランガーバード条約を結び、フランス軍の駐留費として、北サルカールと呼ばれる地域を割譲した。

### イギリスとの友好条約の締結・マイソール戦争への参加

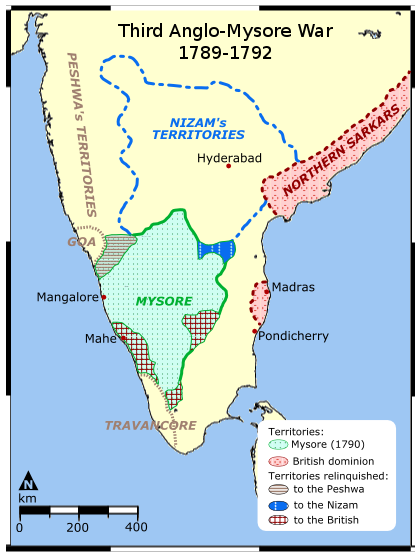
第三次マイソール戦争による領土の変遷

1762年7月8日、サラーバト・ジャングは弟ニザーム・アリー・ハーンに幽閉され、この弟が新ニザームとなった。
一方、1766年3月以降、イギリスはニザーム王国がフランスに割譲した北サルカール地方を占拠し始めた。この地方は、1765年8月ムガル帝国の皇帝シャー・アーラム2世によりアラーハーバード条約でイギリスに割譲されていた。
同年11月12日にはインドに進出してきたイギリスといち早く友好条約を結び、その同盟国となった。この年をニザーム王国が藩王国となった年とする場合がある。ただし、この友好条約に外交権を返上する旨が直接書かれていたわけではなく、外交権の喪失は数次にわたる改定の結果によるものである。
その後、イギリスと南インドのマイソール王国との間にマイソール戦争が勃発し、第一次マイソール戦争ではマイソール側に味方したがイギリスに圧迫され、1767年2月23日にニザーム王国は新たな友好条約を結ばされ、イギリスからの税収差額支払いの減額を決められた。
第二次マイソール戦争では、ニザーム王国はマラーター王国とともに味方したが、途中でイギリスと和睦し、戦線から離脱した。その後はマラーター王国とともにマイソール王国の警戒に当たり続けた。
第三次マイソール戦争では、ニザーム王国はマラーター王国とともにイギリスに協力し、マイソール王国の奥深くまで攻め入り、1792年2月にその首都シュリーランガパトナを包囲した。
戦後、シュリーランガパトナ条約により、ニザーム王国はマイソール王国領北部を割譲された。

### 王国の藩王国化

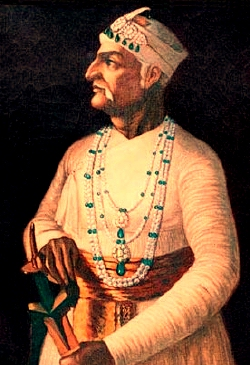
ニザーム・アリー・ハーン

第三次マイソール戦争では共闘したニザーム王国とマラーター王国であったが、戦争後は不和となり、1795年3月11日にカルダーで大敗を喫した（カルダーの戦い）。その後に結ばれた講和条約により、ダウラターバード、アウランガーバード、アフマドナガル、ショーラープルなどの地を割譲し、3000万ルピーという多額の賠償金を支払わなければならなかった。
これは明らかにニザーム王国のマラーターに対する劣勢さをあらわしていた。この事態に直面したニザーム・アリー・ハーンがマラーターの脅威を除くために選んだのが、イギリスの従属国、つまり藩王国としての存続を図る道であった。
1798年9月1日、ニザーム王国とイギリスとの間に軍事保護条約が結ばれた。この条約では、王国に駐留するイギリス軍の大幅増員およびそれに支払う駐留費の負担増額、フランス人主体の精鋭部隊を解散し、すべてのフランス人将兵の解雇を約した。
こうして、ニザーム王国はイギリスに従属する、いわゆる藩王国の立場に落とされた（ニザーム藩王国）。

### 藩王国化後の統治

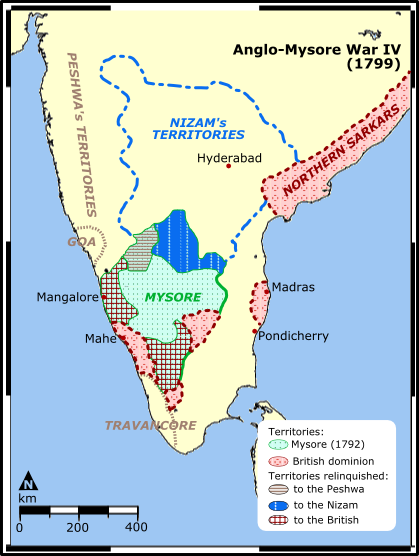
第四次マイソール戦争による領土の変遷

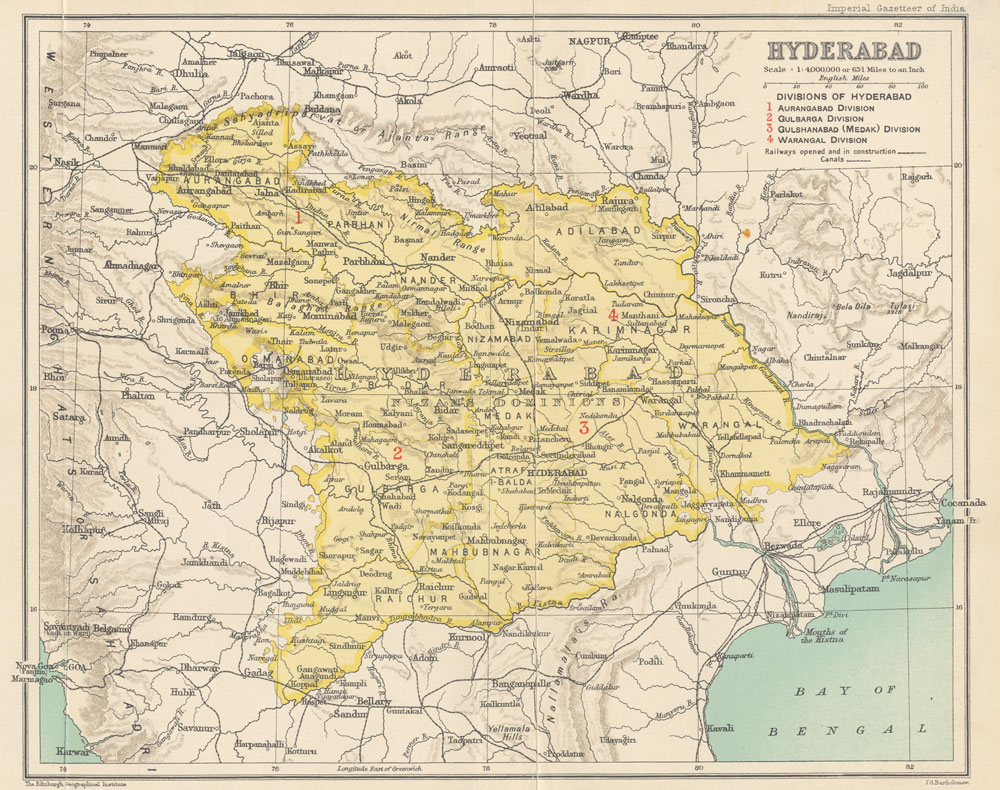
ニザーム藩王国の版図（1909年）

1799年2月、第四次マイソール戦争が勃発すると、ニザーム藩王国もこれに参加し、5月にイギリスとともにシュリーランガパトナを落とした。その後、マイソール王国が降伏して結ばれた条約では、マイソール王国はイギリスとニザーム藩王国、マラーター王国にさらに領土の約半分を割譲し、そのうちの北部がニザーム藩王国に割譲された。
1800年10月12日、ニザーム王国はイギリス軍への駐留費免除を引き替えに、1792年及び1799年にマイソール戦争で獲得したカダパ、カルヌール、ベッラーリ、アナンタプルといった割譲地をイギリスに再割譲させられた（この領土は「割譲諸県」と呼ばれている）。
1853年5月21日、ニザーム藩王国はイギリスから駐留費滞納分の代価として、綿花の生産地であったベラール地方の割譲を求められ、渋々これに応じた。
1857年5月にインド大反乱が勃発すると、ニザーム藩王国はイギリス側につき、反乱の鎮圧を支援した。
ニザーム藩王国は19世紀になっても、役人や軍人への給与地制度であるジャーギール制による封建的土地所有制など中世さながらの政治が行われ、その後進性が問題視されていたが、一応近代化事業には熱心だった。首都ハイダラーバード近郊をはじめ領内には有望な石炭の鉱脈があり、綿花栽培も盛んだったため、産業開発の可能性は大いにあったと言える。
しかし、一方でこのような事業は常にイギリス（インド政庁）の干渉を受けた。内政権はイギリスから保証されていたが、実際には藩王国に置かれたイギリス人の駐在官による内政干渉が日常化しており、自国の資本でニザーム鉄道を建設する際にも強い干渉を受けた。この結果、建設費の高価な広軌を採用することを余儀なくされ、また完成後の鉄道運営をインド政庁に握られることになり、莫大な負債を負うことになった。

### インドによる併合

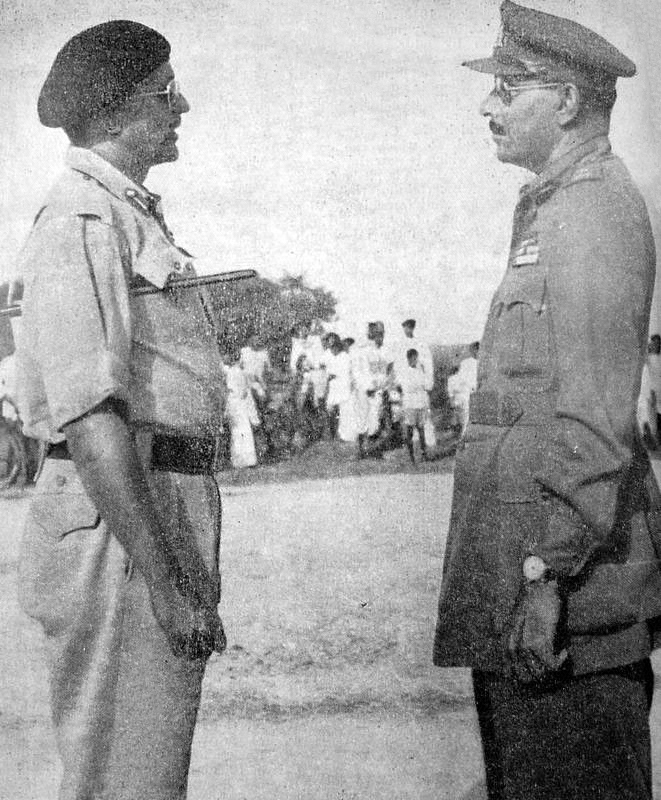
インド軍に降伏を申し入れたハイダラーバード軍の司令官（右）

1947年8月15日、インドとパキスタンは分離独立し（インド・パキスタン分離独立）、この日までにジャンムー・カシュミール藩王国、ジュナーガド藩王国、そしてニザーム藩王国の3つの藩王国以外は帰属先をそれぞれ決めていた。
ニザーム藩王国は西パキスタンからも東パキスタンからも遠い位置にあったこともあり、単独で独立を宣言した。インド政府はパキスタンと国境を接するジャンムー・カシュミール藩王国の確保を優先していたため、同年11月29日にニザーム藩王国はインドとひとまず「現状維持」の暫定協定を結んだ。
だが、その後のニザーム藩王国とインド政府の関係は悪化した。同じムスリムであった藩王国とパキスタンのつながり、およびインド亜大陸の中心部に独立した政権が出来るのをインド政府が嫌ったことから、1948年9月13日にインド軍が当地に侵攻し、17日に藩王は降伏した（ポロ作戦）。これにより、ニザーム藩王国はインドに併合された。
インド最大にして最後のイスラーム王朝は幕を閉じた。

## 歴代君主
1. カマルッディーン・ハーン（在位：1724年 - 1748年）
2. ナーシル・ジャング（在位：1748年 - 1750年）
3. ムザッファル・ジャング（在位：1750年 - 1751年）
4. サラーバト・ジャング（在位：1751年 - 1762年）
5. ニザーム・アリー・ハーン（在位：1762年 - 1803年）
6. シカンダル・ジャー（在位：1803年 - 1829年）
7. ナーシル・ウッダウラ（在位：1829年 - 1857年）
8. アフザル・ウッダウラ（在位：1857年 - 1869年）
9. マフブーブ・アリー・ハーン（在位：1869年 - 1911年）
10. ウスマーン・アリー・ハーン（在位：1911年 - 1948年）